# Sloupno (Vysočina)
Sloupno é uma comuna checa localizada na região de Vysočina, distrito de Havlíčkův Brod.